# Redbridge Forest FC
Redbridge Forest FC (celým názvem: Redbridge Forest Football Club) byl anglický fotbalový klub, který sídlil v severovýchodním Londýně. Založen byl v roce 1979 po fúzi klubů Leytonstone FC a Ilford FC. V roce 1989 se klub přejmenoval na Redbridge Forest. Zanikl v roce 1992 po fúzi s Dagenham FC do nově vytvořeného Dagenham & Redbridge. Klubové barvy byly červená a modrá.
Své domácí zápasy odehrával na stadionu Victoria Road s kapacitou 6 078 diváků.

## Historické názvy
Zdroj: 
- 1979 – Leytonstone/Ilford FC (Leytonstone/Ilford Football Club)
- 1988 – fúze s Walthamstow Avenue FC ⇒ název nezměněn
- 1989 – Redbridge Forest FC (Redbridge Forest Football Club)
- 1992 – fúze s Dagenham FC ⇒ Dagenham & Redbridge FC
- 1992 – zánik

## Úspěchy v domácích pohárech
Zdroj: 
- FA Cup
  - 1. kolo: 1979/80, 1981/82
- FA Trophy
  - Čtvrtfinále: 1991/92

## Umístění v jednotlivých sezonách
Stručný přehled
Zdroj: 
- 1979–1980: Isthmian League (First Division)
- 1980–1985: Isthmian League (Premier Division)
- 1985–1987: Isthmian League (First Division)
- 1987–1991: Isthmian League (Premier Division)
- 1991–1992: Conference National

Jednotlivé ročníky
Zdroj: 
Legenda: Z - zápasy, V - výhry, R - remízy, P - porážky, VG - vstřelené góly, OG - obdržené góly, +/- - rozdíl skóre, B - body, červené podbarvení - sestup, zelené podbarvení - postup, fialové podbarvení - reorganizace, změna skupiny či soutěže
| Anglie (1979 – 1992) |                                    |        |    |    |    |    |    |    |     |     |        |
| Sezóny               | Liga                               | Úroveň | Z  | V  | R  | P  | VG | OG | B   | +/- | Pozice |
| 1979/80              | Isthmian League (First Division)   | –      | 42 | 31 | 6  | 5  | 83 | 35 | +48 | 99  | 1.     |
| 1980/81              | Isthmian League (Premier Division) | –      | 42 | 19 | 12 | 11 | 78 | 57 | +21 | 69  | 4.     |
| 1981/82              | Isthmian League (Premier Division) | –      | 42 | 26 | 5  | 11 | 91 | 52 | +39 | 83  | 1.     |
| 1982/83              | Isthmian League (Premier Division) | –      | 42 | 24 | 9  | 9  | 71 | 39 | +32 | 81  | 2.     |
| 1983/84              | Isthmian League (Premier Division) | –      | 42 | 13 | 9  | 20 | 54 | 67 | -13 | 48  | 19.    |
| 1984/85              | Isthmian League (Premier Division) | –      | 42 | 11 | 10 | 21 | 37 | 72 | -35 | 43  | 21.    |
| 1985/86              | Isthmian League (First Division)   | –      | 42 | 13 | 15 | 14 | 57 | 67 | -10 | 54  | 12.    |
| 1986/87              | Isthmian League (First Division)   | 7      | 42 | 30 | 5  | 7  | 78 | 29 | +49 | 95  | 1.     |
| 1987/88              | Isthmian League (Premier Division) | 6      | 42 | 20 | 11 | 11 | 59 | 43 | +16 | 71  | 4.     |
| 1988/89              | Isthmian League (Premier Division) | 6      | 42 | 26 | 11 | 5  | 76 | 36 | +40 | 89  | 1.     |
| 1989/90              | Isthmian League (Premier Division) | 6      | 42 | 16 | 11 | 15 | 65 | 62 | +3  | 59  | 11.    |
| 1990/91              | Isthmian League (Premier Division) | 6      | 42 | 29 | 6  | 7  | 74 | 43 | +31 | 93  | 1.     |
| 1991/92              | Conference National                | 5      | 42 | 18 | 9  | 15 | 69 | 56 | +13 | 63  | 7.     |